# The First. Misja na Marsa
The First. Misja na Marsa – amerykańsko-brytyjski internetowy serial telewizyjny (dramat) wyprodukowany przez Westward Productions oraz Endeavor Content, którego twórcą jest Beau Willimon. Serial jest koprodukcją amerykańskiej platformy Hulu oraz brytyjskiego Channel 4.
"The First” jest udostępniany od 14 września 2018 roku przez Hulu. Natomiast w Polsce jest emitowany od 6 grudnia 2018 przez Canal +.
Fabuła serialu opowiada o grupie astronautów, którzy przygotowują się do pierwszej załogowej misji na Marsa.

## Obsada

### Główna
- Sean Penn jako Tom Hagerty[3]
- Natascha McElhone jako Laz Ingram[4]
- LisaGay Hamilton jako Kayla Price[5]
- Hannah Ware jako Sadie Hewitt[6]
- Keiko Agena jako Aiko Hakari
- Rey Lucas jako Matteo Vega
- James Ransone jako Nick Fletcher[7]
- Anna Jacoby-Heron jako Denise Hagerty[8]
- Brian Lee Franklin jako Lawrence
- Oded Fehr jako Eitan Hafri[7]
- Norbert Leo Butz jako Matthew Dawes
- Annie Parisse jako Ellen Dawes
- Melissa George jako Diane Hagerty
- Jeannie Berlin jako prezydent
- Bill Camp jako Aaron Shultz

### Role drugoplanowe
- T.C. Matherne jako Jason
- D.W. Moffett jako Robert Cordine
- Fernanda Andrade jako Camila Rodriguez
- Patrick Kennedy jako Ollie Bennett

## Odcinki
| Sezon | Odcinki | Oryginalna emisja w Hulu | Oryginalna emisja w Hulu | Oryginalna emisja w Canal + | Oryginalna emisja w Canal + | Oryginalna emisja w Canal + |
| Sezon | Odcinki | Premiera sezonu          | Finał sezonu             | Premiera sezonu             | Finał sezonu                |                             |
| ----- | ------- | ------------------------ | ------------------------ | --------------------------- | --------------------------- | --------------------------- |
| 1     | 8       | 25 lipca 2018            | 12 września 2018         | 6 grudnia 2018              | 20 grudnia 2018             |                             |

### Sezon 1 (2018)
| Nr | Tytuł         | Reżyseria           | Scenariusz                      | Premiera w Hulu  | Premiera w Canal + |
| -- | ------------- | ------------------- | ------------------------------- | ---------------- | ------------------ |
| 1  | Separation    | Agnieszka Holland   | Beau Willimon                   | 14 września 2018 | 6 grudnia 2018     |
| 2  | What’s Needed | Agnieszka Holland   | Beau Willimon                   | 14 września 2018 | 6 grudnia 2018     |
| 3  | Cycles        | Daniel Sackheim     | Carla Ching                     | 14 września 2018 | 13 grudnia 2018    |
| 4  | Where Life Is | Daniel Sackheim     | AJ Marechal                     | 14 września 2018 | 13 grudnia 2018    |
| 5  | Two Portraits | Deniz Gamze Ergüven | Francesca Sloane                | 14 września 2018 | 20 grudnia 2018    |
| 6  | Collisions    | Deniz Gamze Ergüven | Julian Breece                   | 14 września 2018 | 20 grudnia 2018    |
| 7  | The Choice    | Ariel Kleiman       | Christal Henry                  | 14 września 2018 | 20 grudnia 2018    |
| 8  | Near and Far  | Ariel Kleiman       | Francesca Sloane, Beau Willimon | 14 września 2018 | 20 grudnia 2018    |

## Produkcja
3 maja 2017 Hula ogłosiła zamówienie pierwszego sezonu serialu od twórcy House of Cards. We wrześniu tego samego roku poinformowano, że główną rolę w serialu zagrają: Sean Penn i Natascha McElhone. W kolejnym miesiącu ogłoszono, że LisaGay Hamilton, James Ransone, Oded Fehr oraz Hannah Ware dołączyli do dramatu. Na początku listopada 2017 roku poinformowano, że Anna Jacoby-Heron wcieli się w rolę Denise Hagerty, astronautki.